# Sason (district)
Sason is een Turks district in de provincie Batman en telt 31.230 inwoners (2007). Het district heeft een oppervlakte van 731,9 km².
Tot het in 1990 bij de nieuw gevormde provincie Batman werd gevoegd, was Sason een district van de provincie Siirt.
De bevolkingsontwikkeling van het district is weergegeven in onderstaande tabel.
| 1997   | 2000   | 2007   |
| ------ | ------ | ------ |
| 27.169 | 36.719 | 31.230 |